# UNIDOL
UNIDOL（ユニドル）は、UNIversity iDOLの略で、2012年に始まった女子大生のアイドルコピーダンスサークルによる日本のダンス大会で、約100の大学が全国から集結し、日本一の座をかけて争う『大学対抗 女子大生アイドルコピーダンス日本一決定戦』 である。ただしUNIDOL（ユニドル）のもう一つの意味として、UN（否定を表して、～でない）IDOLの略で『アイドルじゃないけど、カワイイ』。コンセプトは『普通の女子大生が、一夜限りの “アイドル”としてステージに立つ』。北海道・関東・東海・関西・九州の5エリアに分かれる。女子大生でアイドル活動をしている人をユニドルとは呼称しない。主催は学生団体UNIEVENTS。

## 概要
大学対抗の女子大生アイドル日本一決定戦を趣旨に始まった。名称は、「UNIversity iDOL」から由来。元々上智大学のアイドルコピーダンスサークル・SPH48（現在のSPH mellmuse）の一期生のメンバーが「他の大学と一緒にアイドルコピーダンスイベントをやってみよう」と提案したことをきっかけに「普通の女子大生が“一夜限りのアイドル”としてステージに立つ機会を設けよう」と発足した。現在ではメインとなる年2回の大会と、1年生や初出場チームの大会「UNIDOL Fresh」、卒業生のラストステージとなる「UNIDOL 卒業コンサート」などのスピンオフイベントを開催。2019年（令和元年）のイベント総動員は25,000人を突破。毎年、約100の大学が全国から集結して日頃鍛錬するダンス、衣装、映像制作、アイドル愛の技術・成果を競いあっている。
UNIDOLの大会・イベントは、UNIDOL実行委員会が運営し、メンバーは全員学生（大学生、専門学校生）で構成されている。
2017年（平成29年）から日本最大級のミスコンテストに特化したポータルサイト「MISS COLLE」とコラボした一番かわいい“なりきり女子大生アイドル”「ミスユニドル」が開催。
2018年（平成30年）からパチンコ・ゲームメーカー「サミー」が協賛に入っている。
毎回、地方予選、全国大会のステージにサプライズゲストが出てくることが話題。過去に「AKB48」「SKE48」「NMB48」「HKT48」「℃-ute」「アンジュルム」「Juice=Juice」「BEYOOOOONDS」「SUPER☆GiRLS」「わーすた」「=LOVE」「私立恵比寿中学」「チームしゃちほこ」「まねきケチャ」がシークレットで出演。エントリーする女子大生チームも誰が来るか知らされていない。

## 略歴
- 2012年（平成24年） - 9月に初回大会「第1回UNIDOL2012」が原宿アストロホールで開催された[8][9][10][11]。初代優勝校は武蔵大学のLollipopで、動員数は322名であった。
- 2013年（平成25年） - 第3回大会から初めて予選を開催。この大会の決勝で初めてアイドルがシークレットゲストとして招待された。またweb観客投票を試みるがサーバーダウンのため後日別会場で表彰式が行われる騒ぎとなった。以降は所定の投票用紙での観客投票(後述)が行われている。
- 2014年（平成26年） - 第4回大会から関東予選は2日制となり、関西予選の開催も始まる。第5回大会から九州予選も開始した。10月に新人戦にあたるFresh大会が初めて開催された。
- 2015年（平成27年） - 第6回大会から東海予選が開催される。年間動員数が1万人に到達[12]。第7回大会から関東予選は3日制になる。
- 2016年（平成28年） - 3月に卒業コンサートを初めてサンリオピューロランドで開催(以後毎年恒例となる)。第9回大会から北海道予選が開催。
- 2017年（平成29年） - 年間動員数が2万人に到達[13]。関西で初のFresh大会が開催。
- 2018年（平成30年） - UNIDOL出場者の“一番かわいい”を決めるコンテスト「MISS UNIDOL CONTEST」がスタート（その後、年に2回開催）[14]。
- 2019年（令和元年） - お祭り公式アンバサダーにFES☆TIVEが就任[15]。
- 2020年（令和2年） - 年間動員数が2万5千人を突破[3]。東洋大学のTomboys☆が前人未到の冬の全国大会5連覇を記録[16]。サプライズゲストにAKB48がLIVE出演、表彰式でAKB48メンバーがTomboys☆の偉業を一緒に祝う[17]。
- 2020年（令和2年） - 新型コロナウイルス感染症拡大防止のため夏の全国大会開催が中止。代替大会として「オンラインアイドルコピーダンスコンテスト」を開催[18]。
- 2021年（令和3年） - 東海と九州で初のFresh大会が開催。
- 2022年（令和4年） - 「UNIDOL2021-22 Winter」全国大会の会場がアイドルの聖地「中野サンプラザ」（2,222席）に変わる[19]。ユニドル大会初のシークレットゲストが事前に明かされ、HKT48に決定。MCはHKT48メンバー松岡はな[20]。大会当日、指原莉乃と村重杏奈が会場に駆けつけていたことがネットニュースで報じられる[21]。「UNIDOL 2022 Summer」全国大会の会場がNHK紅白歌合戦の開催地で音楽の聖地「NHKホール」（3,800席）で開催[1]。大会史上初の国立大学が優勝（筑波大学・Bombs!）。関東以外の大学が初の3位入賞（同志社大学・やっぱりまかろん。）。
- 2023年（令和5年）7月14日 - TOKYO IDOL FESTIVALとコラボすることがTIF公式HPより発表。8月5日（2日目）動員7万人を超える世界最大級アイドルフェス・メインステージ（4,270収容）にてステージが行われた。29大学82人が選抜メンバーとなってFRUITS ZIPPERと3曲コラボステージで大観衆を盛り上げた[22]。同年7月22日、TOKYO MX放送『土曜はカラフル!!!』にてユニドル特集が組まれる。ゲストの元乃木坂46の樋口日奈（1期生）から「坂道のフリは完璧で嬉しい。ちなみに私は曲によってお芝居する感じで、主人公はどんな気持ちなのかを心掛けていた」と感想とアドバイスを貰う[23][24]。
- 2024年（令和6年）8月3日 - TIF2024とコラボ。2年連続、動員8万人を超える世界最大級アイドルフェス・メインステージ（4,270収容）にてステージが行われた。29大学80人が選抜メンバー[25]となってiLiFE!と「キスハグ侵略者!」をスペシャルステージを披露した[26]。

## 参加大学（2012年～2024年）

### 出演チームの大学名
※50音順
北海道
公立はこだて未来大学、札幌医科大学、札幌学院大学、札幌国際大学、札幌大学女子短期大学部、北翔大学、北星学園大学、北海学園大学、北海道教育大学旭川校、北海道文教大学、北海道武蔵女子短期大学 ほか
関東
青山学院大学、跡見学園女子大学、江戸川大学、桜美林大学、大妻女子大学、お茶の水女子大学、学習院大学、神奈川大学、北里大学、杏林大学、慶應義塾大学、國學院大學、国際基督教大学、駒澤大学、相模女子大学、十文字学園女子大学、実践女子大学、首都大学東京、大正大学、上智大学、芝浦工業大学、成城大学、専修大学、聖心女子大学、洗足学園大学、玉川大学、中央大学、筑波大学、津田塾大学、東京大学、東京成徳大学、東京農業大学、東京理科大学、東洋大学、日本獣医生命科学大学、日本女子大学、文教大学、法政大学、武蔵大学、武蔵野大学、明治学院大学、横浜国立大学、立教大学、立正大学、早稲田大学、和洋女子大学 ほか
東海
愛知大学、愛知教育大学、愛知淑徳大学、金城学院大学、岐阜大学、静岡文化芸術大学、椙山女学園大学、大同大学、中京大学、中部大学、東海学園大学、富山大学、名古屋大学、名古屋外国語大学、名古屋芸術大学、名古屋女子大学、南山大学、名城大学 ほか
関西
追手門学院大学、大阪大学、大阪音楽大学、大阪芸術大学、大阪経済大学、大阪公立大学、大阪産業大学、大阪市立大学、関西大学、関西学院大学、近畿大学、京都大学、京都産業大学、京都女子大学、京都先端科学大学、京都造形芸術大学、甲南大学、甲南女子大学、神戸大学、神戸芸術工科大学、神戸国際大学、神戸女子大学、同志社大学、同志社女子大学、奈良県立大学、奈良女子大学、阪南大学、武庫川女子大学、龍谷大学、大和大学 ほか
九州
沖縄大学、九州産業大学、熊本大学、久留米大学、佐賀大学、筑紫女学園大学、西南学院大学、福岡大学、福岡女学院大学、立命館アジア太平洋大学ほか

### 実行委員会
「運営局」「進行局」「広報局」「営業局」「配信局」「クリエイティブ局」「事務局」「マネジメント局」「エリア統括局」の9つ部門に分類される。
※50音順
青山学院大学、お茶の水女子大学、関西大学、関西学院大学、慶應義塾大学、首都大学東京、上智大学、札幌大学、椙山女学園大学、日本女子大学、中央大学、東京女子大学、同志社大学、北海道大学、一橋大学、法政大学、明治大学、名城大学、立教大学、立命館大学、早稲田大学

## 大会内容
時期
毎年夏・冬の2回の大会とスピンオフイベント(春のUNIDOL卒業コンサート・秋のUNIDOL Freshなど)が開催。冬の大会は12月から1月の年をまたがった日程で開催され、大会名も年を併記している。
ルール
各大学のチームが決められた持ち時間の中で、日本のアイドル曲のコピーダンスを披露する。決められた持ち時間の中であれば、セットリスト・構成は自由。
審査方法
審査員審査と観客票審査の総合得点で審査される。
審査員審査
審査員が「ダンス」・「表現力」・「個性」・「演出」・「魅了度」の5つの観点で各項目を20点満点で審査する。審査員は振付師・アイドルライター・芸能関係者などから選出される。UNIDOL2017-18 Valentineでは博報堂ブランドデザイン若者研究所リーダーの原田曜平が起用されるなどしている。
観客票審査
ユニドルに来場した観客は入場時にシールを貼る形式の投票用紙を付与され、投票用紙1枚につき2チームに投票することができる。この投票用紙を集計して点数化することで行われるのが観客票審査である。この観客票審査と先述の審査員審査の点数を合計してチームの総合得点が決定される。また、スピンオフイベントであるUNIDOL2018 Freshでは「UNIDOL2013 Winter」以来となる電子投票が導入された。
チケット
チケットは前売り券と当日券の二種類が販売される。前売り券は出場者に直接問い合わせなければ購入することができない。また、当日券は当日の会場の状況で発券の有無が判断される。UNIDOL2017-18 Valentine 決勝戦/敗者復活戦 では、チケットの学生価格が導入された。この学生チケットを持っている入場者は入場時に学生証を提示する必要がある。

## 歴代優勝チーム

### 全国大会（1年に2回開催）
| 回数 | 大会名               | 優勝チーム                                       | 優勝大学                                         | 会場                                             | 動員数                                           | シークレットゲスト                               |
| ---- | -------------------- | ------------------------------------------------ | ------------------------------------------------ | ------------------------------------------------ | ------------------------------------------------ | ------------------------------------------------ |
| 1    | UNIDOL2012           | Lollipop                                         | 武蔵大学                                         | 原宿アストロホール                               | 322人                                            | －                                               |
| 2    | UNIDOL2013 Spring    | Copia                                            | 明治大学                                         | duo MUSIC EXCHANGE                               | 850人                                            | －                                               |
| 3    | UNIDOL2013 Winter    | わこー！プロジェクト                             | 早稲田大学                                       | SHIBUYA-AX                                       | 1,831人                                          | SUPER☆GiRLS                                      |
| 4    | UNIDOL2014 Summer    | SPH mellmuse                                     | 上智大学                                         | 品川ステラボール                                 | 2,833人                                          | ℃-ute                                            |
| 5    | UNIDOL2014-15 Winter | Copia                                            | 明治大学                                         | ZeppDiverCity                                    | 5,015人                                          | チーム・負けん気                                 |
| 6    | UNIDOL2015 Summer    | わせ女なんて呼ばないで                           | 早稲田大学                                       | ZeppDiverCity                                    | 6,511人                                          | GEM・Cheeky Parade・東京パフォーマンスドール     |
| 7    | UNIDOL2015-16 Winter | Tomboys☆                                         | 東洋大学                                         | 新木場STUDIO COAST                               | 7,053人                                          | ベイビーレイズJAPAN・Juice=Juice                 |
| 8    | UNIDOL2016 Summer    | Copia                                            | 明治大学                                         | 新木場STUDIO COAST                               | 8,500人                                          | アンジュルム・生ハムと焼うどん                   |
| 9    | UNIDOL2016-17 Winter | Tomboys☆                                         | 東洋大学                                         | 新木場STUDIO COAST                               | 8,100人                                          | アンジュルム・GEM                                |
| 10   | UNIDOL2017 Summer    | 成城彼女                                         | 成城大学                                         | 新木場STUDIO COAST                               | 8,628人                                          | NMB48・SUPER☆GiRLS                               |
| 11   | UNIDOL2017-18 Winter | Tomboys☆                                         | 東洋大学                                         | 新木場STUDIO COAST                               | 8,631人                                          | チームしゃちほこ・わーすた                       |
| 12   | UNIDOL2018 Summer    | SPH mellmuse                                     | 上智大学                                         | 新木場STUDIO COAST                               | 9,000人                                          | まねきケチャ・ラストアイドル                     |
| 13   | UNIDOL2018-19 Winter | Tomboys☆                                         | 東洋大学                                         | 新木場STUDIO COAST                               | 9,500人                                          | SKE48・=LOVE                                     |
| 14   | UNIDOL2019 Summer    | Tomboys☆                                         | 東洋大学                                         | 新木場STUDIO COAST                               | 9,500人                                          | わーすた                                         |
| 15   | UNIDOL2019-20 Winter | Tomboys☆                                         | 東洋大学                                         | 新木場STUDIO COAST                               | 10,000人                                         | AKB48（フレッシュ選抜）・BEYOOOOONDS             |
| -    | UNIDOL2020 Summer    | 開催中止 ※新型コロナウイルス感染症拡大防止のため | 開催中止 ※新型コロナウイルス感染症拡大防止のため | 開催中止 ※新型コロナウイルス感染症拡大防止のため | 開催中止 ※新型コロナウイルス感染症拡大防止のため | 開催中止 ※新型コロナウイルス感染症拡大防止のため |
| -    | UNIDOL2020-21 Winter | 開催中止 ※新型コロナウイルス感染症拡大防止のため | 開催中止 ※新型コロナウイルス感染症拡大防止のため | 開催中止 ※新型コロナウイルス感染症拡大防止のため | 開催中止 ※新型コロナウイルス感染症拡大防止のため | 開催中止 ※新型コロナウイルス感染症拡大防止のため |
| -    | UNIDOL2021 Summer    | 開催中止 ※新型コロナウイルス感染症拡大防止のため | 開催中止 ※新型コロナウイルス感染症拡大防止のため | 開催中止 ※新型コロナウイルス感染症拡大防止のため | 開催中止 ※新型コロナウイルス感染症拡大防止のため | 開催中止 ※新型コロナウイルス感染症拡大防止のため |
| 16   | UNIDOL2021-22 Winter | 君はトキシック                                   | 早稲田大学                                       | 中野サンプラザ                                   | -                                                | HKT48                                            |
| 17   | UNIDOL 2022 Summer   | Bombs!                                           | 筑波大学                                         | NHKホール                                        | -                                                | アンジュルム                                     |
| 18   | UNIDOL 22-23 Winter  | 夏目坂46                                         | 早稲田大学                                       | Zepp Haneda                                      | -                                                | 宮本佳林                                         |
| 19   | UNIDOL 2023 Summer   | chocolat lumière                                 | 明治大学                                         | Zepp Haneda                                      | -                                                | 私立恵比寿中学                                   |
| 20   | UNIDOL 23-24 Winter  | 星空パレット                                     | 関西学院大学                                     | KT Zepp Yokohama                                 | -                                                | Juice=Juice                                      |
| 21   | UNIDOL 2024 Summer   | 夏目坂46                                         | 早稲田大学                                       | Zepp DiverCity(TOKYO)                            | -                                                | 稲場愛香（元Juice=Juice）                        |
| 22   | UNIDOL 24-25 Winter  | 夏目坂46                                         | 早稲田大学                                       | Zepp DiverCity(TOKYO)                            | -                                                | i☆Ris                                            |

### UNIDOL Fresh（大会未出場メンバーのみで構成）
| 回数 | 大会名                       | 優勝チーム                  | 優勝大学     | 会場              | シークレットゲスト        |
| ---- | ---------------------------- | --------------------------- | ------------ | ----------------- | ------------------------- |
| 1    | UNIDOL2014 Fresh             | Copia                       | 明治大学     | TSUTAYA O-WEST    | アイドルカレッジ          |
| 2    | UNIDOL2015 Fresh             | Copia                       | 明治大学     | 新宿ReNY          | 虹のコンキスタドール      |
| 3    | UNIDOL2016 Fresh EAST        | SPH mellmuse                | 上智大学     | 新宿ReNY          | drop                      |
| 3    | UNIDOL2016 Fresh WEST        | Tomboys☆                    | 東洋大学     | 新宿ReNY          | アキシブproject           |
| 4    | UNIDOL2017 Fresh South       | Copia（※注）                | 明治大学     | 新宿ReNY          | Cheeky Parade             |
| 4    | UNIDOL2017 Fresh South       | さよならモラトリアム（※注） | 慶應義塾大学 | 新宿ReNY          | Cheeky Parade             |
| 4    | UNIDOL2017 Fresh North       | SPH mellmuse                | 上智大学     | 新宿ReNY          | アイドルカレッジ          |
| 4    | UNIDOL2017 Fresh in KANSAI   | Cotton Candy                | 京都女子大学 | amHALL            | -                         |
| 5    | UNIDOL2018 Fresh West        | Tomboys☆                    | 東洋大学     | 新宿ReNY          | なんキニ！                |
| 5    | UNIDOL2018 Fresh East        | ももキュン☆                 | 早稲田大学   | 新宿ReNY          | Ange☆Reve                 |
| 5    | UNIDOL2018 Fresh in KANSAI   | Cotton Candy                | 京都女子大学 | ROCKTOWN          | -                         |
| 6    | UNIDOL2019 Fresh magenta     | SPH mellmuse                | 上智大学     | 新宿ReNY          | Ange☆Reve                 |
| 6    | UNIDOL2019 Fresh skyblue     | 成城彼女                    | 成城大学     | 新宿ReNY          | sora tob sakana           |
| 6    | UNIDOL2019 Fresh in KANSAI   | 星空パレット                | 関西学院大学 | ROCKTOWN          | Happy3days                |
| 7    | UNIDOL2020                   | さよならモラトリアム        | 慶應義塾大学 | 新宿ReNY          | -                         |
| 8    | UNIDOL2021 Fresh ～Berry～   | Bombs!                      | 筑波大学     | 新宿ReNY          | アップアップガールズ（2） |
| 8    | UNIDOL2021 Fresh ～Citrus～  | 成城彼女                    | 成城大学     | 新宿ReNY          | Luce Twinkle Wink☆        |
| 8    | UNIDOL2021 Fresh in KANSAI   | 星空パレット                | 関西学院大学 | Takara Osaka      | -                         |
| 8    | UNIDOL2021 Fresh in TOKAI    | 完全無敵シンデレラ          | A大学        | 名古屋ReNYlimited | あたまのなかは8ビット     |
| 8    | UNIDOL2021 Fresh in KYUSYU   | Sparkle                     | 福岡大学     | INSA Fukuoka      | -                         |
| 9    | UNIDOL2022 Fresh Day1        | 夏目坂46                    | 早稲田大学   | 新宿ReNY          | テラス×テラス             |
| 9    | UNIDOL2022 Fresh Day2        | SPH mellmuse                | 上智大学     | 新宿ReNY          | Fragrant Drive            |
| 9    | UNIDOL2022 Fresh Day3        | ももキュン☆                 | 早稲田大学   | 新宿ReNY          | iSPY                      |
| 9    | UNIDOL2022 Fresh in KANSAI   | 星空パレット                | 関西学院大学 | ROCKTOWN          | 脳内パステル              |
| 9    | UNIDOL2022 Fresh in TOKAI    | 1par＝St.                   | A大学        | 名古屋ReNYlimited | DXハンター                |
| 9    | UNIDOL2022 Fresh in KYUSYU   | Sparkle                     | 福岡大学     | INSA福岡          | 空想モーメントL+          |
| 10   | UNIDOL2023 Fresh Day1        | さよならモラトリアム        | 慶応義塾大学 | 新宿ReNY          | -                         |
| 10   | UNIDOL2023 Fresh Day2        | 夏目坂46                    | 早稲田大学   | 新宿ReNY          | -                         |
| 10   | UNIDOL2023 Fresh in KANSAI   | Pichicart                   | 同志社大学   | ROCKTOWN          | -                         |
| 10   | UNIDOL2023 Fresh in TOKAI    | 勿忘草とフィルム            | 南山大学     | 名古屋ReNYlimited | サクヤコノハナ            |
| 11   | UNIDOL2024 Fresh Day1        | 夏目坂46                    | 早稲田大学   | 新宿ReNY          | 瞬きもせず                |
| 11   | UNIDOL2024 Fresh Day2        | さよならモラトリアム        | 慶応義塾大学 | 新宿ReNY          | あまいものつめあわせ      |
| 11   | UNIDOL2024 Fresh in KANSAI   | 星空パレット                | 関西学院大学 | ROCKTOWN          | Qu♡Aly                    |
| 11   | UNIDOL2024 Fresh in TOKAI    | macaron                     | 愛知教育大学 | 名古屋ReNYlimited | OS☆K                      |
| 11   | UNIDOL2024 Fresh in HOKKAIDO | HELLO DOLL.                 | 北翔大学     | Sound lab mole    | フルーティー              |

※注：「UNIDOL2017 Fresh South」の優勝は同点数で「Copia」「さよならモラトリアム」の2チーム

## 記録
- 全国大会（1年に2回開催）
  - 最多優勝回数【6回】 - Tomboys☆（東洋大学）
  - 連覇【3回】 - Tomboys☆（東洋大学）　2018年～2020年
  - 連覇【2回】 - 夏目座46（早稲田大学）　2024年～2025年
- UNIDOL Fresh（大会未出場メンバーのみで構成）
  - 最多優勝回数【4回】 - SPH mellmuse（上智大学）
  - 最多優勝回数【4回】 - 星空パレット（関西学院大学）
  - 連覇【3回】 - 星空パレット（関西学院大学）　2019年・2021年・2022年　※2020年は大会中止
  - 連覇【3回】 - 夏目坂46（早稲田大学）　2022年・2023年・2024年
  - 連覇【2回】 - Copia（明治大学）　2014年・2015年
  - 連覇【2回】 - SPH mellmuse（上智大学）　2016年・2017年
  - 連覇【2回】 - Cotton Candy（京都女子大学）　2017年・2018年
  - 連覇【2回】 - Sparkle（福岡大学）　2021年・2022年

## ミスユニドル・グランプリ
| 回数 | 大会名                        | 氏名        | 大学名               | チーム名     |
| ---- | ----------------------------- | ----------- | -------------------- | ------------ |
| 1    | MISS UNIDOL CONTEST 2017-2018 | 佐藤 さやか | 明治大学             | na-nam       |
| 2    | MISS UNIDOL CONTEST 2018      | ひーたそ    | 日本獣医生命科学大学 | LoveBeZoo    |
| 3    | MISS UNIDOL CONTEST 2018-2019 | 大田 奈々花 | 京都女子大学         | Cotton Candy |
| 4    | MISS UNIDOL CONTEST 2019      | あやぴ      | 桜美林大学           | Like         |
| 5    | MISS UNIDOL CONTEST 2019-2020 | みくりん    | 同志社女子大学       | Pichicart    |
| 6    | MISS UNIDOL CONTEST 2020      | 開催なし    | 開催なし             | 開催なし     |
| 7    | MISS UNIDOL CONTEST 2020-2021 | くらげ      | 九州産業大学         | QanvaS       |
| 8    | MISS UNIDOL CONTEST 2021      | ゆっきー    | 京都女子大学         | Cotton Candy |
| 9    | MISS UNIDOL CONTEST 2021-2022 | ひな        | 同志社大学           | Pichicart    |

## 主な審査員
- 牧野アンナ（振付師）[78]
- 西田一生（振付師）[79]
- CRE8BOY（振付師）[80]
- 竹中夏海（振付師）[81]
- HIROMI（振付師）[79]
- 高田あゆみ（振付師）[80]
- みつばちまき（振付師）[80]
- 原田曜平（若者文化評論家）
- 毛利忍（日本テレビプロデューサー）[82]
- 稲着達也（元アソビシステム  Chief content officer 兼 エグゼティブプロデューサー）[80]
- 鶴見至善（元博報堂クリエイティブ・コピーライター）[80]

## 主なMC
- 静 恵一（サミットクラブ）- 決勝戦MC／関東大会MC[80]
- 中村優花（元SKE48）- 敗者復活戦MC／東海大会MC[80]
- イタタカオ（T-face）- 敗者復活戦MC／関西大会MC[80]

## メディア
※ UNIDOL特集・特別番組のみ記載
- 『女子大生アイドル日本一決定戦』（テレビ東京、2015年9月23日）[83]
- 『ZIP!』（日本テレビ、2015年6月19日） - 博報堂・原田曜平が気になる社会現象としてUNIDOL特集[84]
- 『目指せ！ユニドル日本一！現役アイドルから学ぶ極意！』（テレビ東京、2016年1月31日）[85]
- 『UNIDOL～大学対抗女子大生アイドルダンス日本一決定戦2020冬～前編・後編』（BS日テレ、2020年3月18日・25日）[86]
- 『UNIDOL～大学対抗女子大生アイドルダンス日本一決定戦』（Hulu）[87]
- 『沼にハマってきいてみた』（NHK Eテレ、2022年9月6日） - ユニドル特集[88]
- 『土曜はカラフル!!!』（TOKYO MX、2023年7月22日、9月9日） - ユニドル特集「UNIDOL 2023 Summer 予選会／決勝戦 密着」[23]

## 運営事務局
- 学生団体UNIDOL実行委員会
- UNIDOL(ユニドル)北海道実行委員会
- UNIDOL(ユニドル)東海実行委員会
- UNIDOL(ユニドル)関西実行委員会
- UNIDOL(ユニドル)九州実行委員会

## 関連イベント
- Highdol（ハイドル） - 高校対抗 女子高生アイドル日本一決定戦
- UNIBOY（ユニボーイ） - 大学対抗 男子学生アイドル日本一決定戦
- UNIRAP（ユニラップ） - 大学対抗 MCバトル日本一決定戦
- UNI♡KP（ユニケーピー） - 大学対抗 KPOPコピーダンスユニット日本一決定戦
- UNIMUSCLE（ユニマッスル） - 大学対抗 エナジーマッスル選手権